# Johann Tischler
Johann Tischler (* 5. Mai 1946 in Innsbruck; † 10. Mai 2019) war ein österreichischer Sprachwissenschaftler.

## Leben
Er studierte an der Universität Innsbruck Indogermanistik und Altorientalistik.  Er war wissenschaftlicher Bediensteter, Dozent und später Professor auf Zeit an der Justus-Liebig-Universität Gießen (1971–1979). Nach der Habilitation 1975 in Gießen für das Fach „Vergleichende Indogermanische Sprachwissenschaft“ war er von 1980 bis 1985 Heisenberg-Stipendiat der Deutschen Forschungsgemeinschaft. An der TU Dresden lehrte er von 1993 bis zu seiner Pensionierung 2011 als ordentlicher Professor für Allgemeine und Vergleichende Sprachwissenschaft.

## Schriften (Auswahl)
- Kleinasiatische Hydronymie. Semantische und morphologische Analyse der griechischen Gewässernamen. Wiesbaden 1977. ISBN 3-88226-001-7.
- Neu- und wiederentdeckte Zeugnisse des Krimgotischen. Innsbruck 1978, ISBN 3-85124-546-6.
- Das hethitische Gebet der Gassulijawija. Text, Übersetzung, Kommentar. Innsbruck 1981. ISBN 3-85124-565-2.
- Hethitisch-deutsches Wörterverzeichnis. Mit einem semasiologischen Index. Innsbruck 1982, ISBN 3-85124-567-9.